# سكوت كوزيول (موسيقي)
سكوت كوزيول (بالإنجليزية: Scott Koziol)‏  (و. القرن 20  م) هو موسيقي أمريكي، يستخدم آلات غيتار البيس، وهو عضوٌ في لينكين بارك.